# Manio Aquillio (console 101 a.C.)
Manio Aquillio  (latino: Manius Aquillius; fl. 104-88 a.C.) è stato un politico e generale romano della Repubblica.
Sconfisse gli insorti in occasione della seconda guerra servile, ma fu catturato e ucciso durante la sua campagna contro Mitridate VI del Ponto.

## Biografia
Figlio di Manio Aquillio (console nel 129 a.C.) e nipote di Manio Aquillio, fu collega di Mario nel suo quinto consolato del 101 a.C. e suo luogotenente nella guerra contro i Teutoni. Fu incaricato di domare la seconda guerra servile in Sicilia (104-100 a.C.): avendo sottomesso completamente gli insorti, tornò a Roma nel 100 a.C., celebrando un trionfo.
Nel 98 a.C. Lucio Fufio lo accusò di cattiva amministrazione in Sicilia. Nel processo che ne seguì, fu difeso da Marco Antonio Oratore: malgrado l'esistenza di prove schiaccianti della sua colpevolezza, venne prosciolto in considerazione del suo valore nella guerra servile.
Nell'89 a.C. fu inviato in Asia come legato consolare a condurre la guerra contro Mitridate VI e i suoi alleati. Sconfitto presso Protophachium insieme all'alleato bitino Nicomede IV, fuggì prima a Pergamo, poi a Mitilene, dove fu catturato e consegnato a Mitridate. Mitridate lo trattò inumanamente, facendolo poi morire colandogli dell'oro fuso in gola.